# نقش داریوش

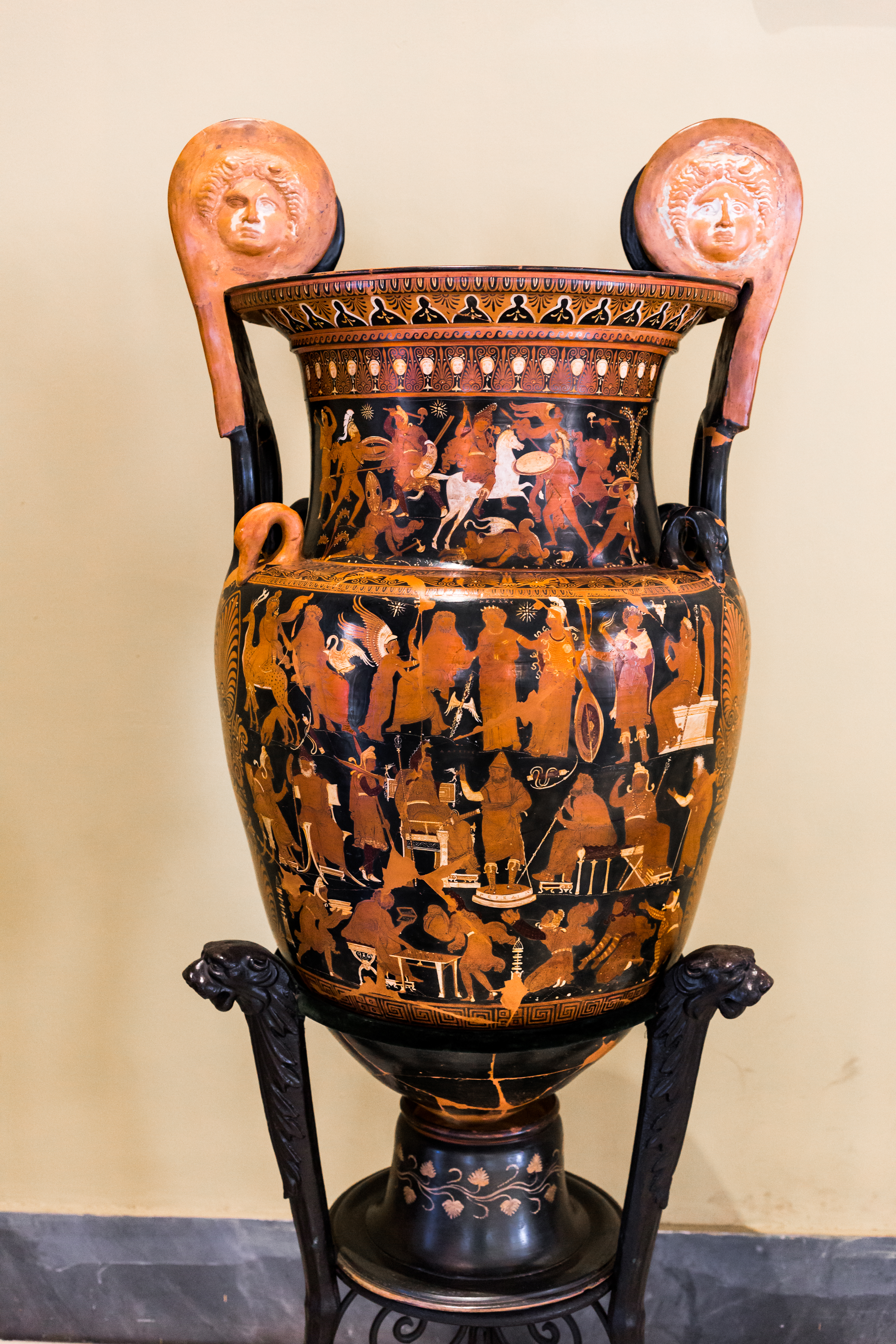
کوزه‌ای که تصویر شورای جنگی داریوش بر روی آن نقش بسته است. این کوزه در موزه آلتس در برلین نگهداری می‌شود.

در سال ۱۸۵۱ میلادی در میان یک گور در شهر کاتوزا از ایالت اپولین ایتالیا یک کوزه پیدا شده است که به نظر پژوهشگران مجلس شورای جنگی داریوش بزرگ را در سال ۵۲۱ پیش از میلاد نشان می‌دهد. این تصویر به فزونی تشریح شده است.
داریوش بزرگ در موقع لشکرکشی یک شورای جنگی تشکیل می‌داد و رای سرداران مخصوص و نجبای مملکت و مردان با تجربه را می‌پرسید و خود به شخصه جنگ را اداره می‌کرد. بدین ترتیب داریوش موفق گردید که در دورهٔ پادشاهی خود مملکت ایران را وسعت داده، از نوزده ایالت به سی ایالت برساند.

## شرح و تفسیر تصویر شورای جنگی داریوش

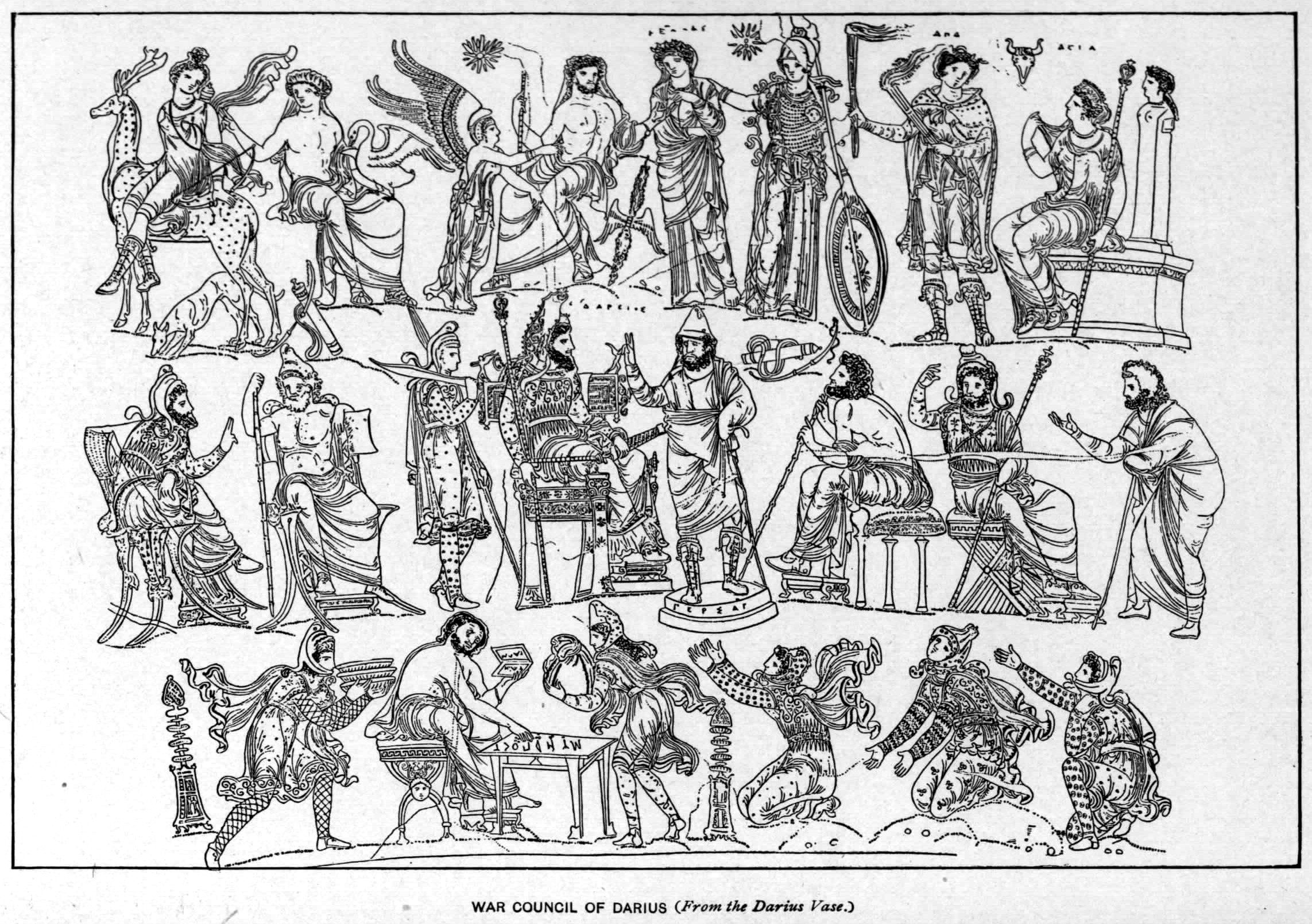
تصویری که بنام شورای جنگی داریوش معروف است و توسط نقاشان یونانی بر روی کوزه کشیده شده‌است.

در تصویر سه صف صورت دیده می‌شود. صورتهای صف اول از بالا، خدایان یونان را نشان می‌دهد. چنانکه در وسط آن خدای خدایان یونان زئوس نشسته‌است و عصایی در دست دارد. در جلوی خدای خدایان زئوس صورت زنی دیده می‌شود که دو بال دارد و یک دستش را روی زانوی مشتری گذاشته با دست دیگر اشاره به زن دیگری که سمت راست و تقریباً روبروی خدای زئوس ایستاده‌است می‌کند. این زن بالدار خدای فتح و پیروزی است که نیکه نام دارد. زنی که سمت راست و تقریباً روبروی مشتری ایستاده و ماتمزده و سوگوار به نظر می‌آید مملکت یونان را تصویر می‌کند که از خدای خدایان یعنی زئوس طلب یاری می‌نماید.
در بالای سر او به خط یونانی کلمهٔ «هلاس» که نام عمومی و قدیم یونان بود، نوشته شده‌است. آپولو یک مرغ قو در دست دارد و خواهرش آرتمیس که خدای نور و شکار می‌باشد، سوار بر آهویی می‌باشد. در طرف راست هلاس سرداری با نیزه و سپر دیده می‌شود که دست راست خود را بر دوش هلاس گذاشته‌است. این مرد شهر آتن را نشان می‌دهد که خود را آمادهٔ حمایت از هلاس می‌نمایاند. کنار آتن صورتی است که روی موهای سر او دو مار دیده می‌شود و در هر دست یک مشعل دارد. این خدای آپاته است که فریب و اغوار را تمثیل می‌کند و پشت سر او مملکت آسیا مانند ملکه‌ای با وقار و سربلند روی کرسی نشسته‌است و چنین به نظر می‌آید که خدای آپاته، آسیا یا ملکه بزرگ ایران(شاید منظور دختر کوروش بزرگ ملکه هوتوس است) را دعوت و اغوا می‌کند که او را پیروی کرده، برخیزد و بطرف هلاس برود یعنی یونان را تسخیر کند.

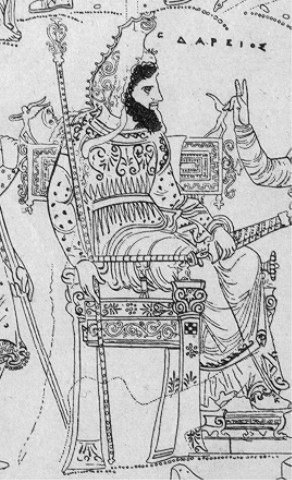
تصویری از داریوش که توسط نقاشان یونانی کشیده شده‌است. قدمت این تصویر به قرن چهارم پیش از میلاد می‌رسد.

در وسط صف دوم شاهنشاه ایران داریوش رو تخت نشسته، در دست راست عصای سلطنت و در دست چپ شمشیری دارد که روی زانو نهاده‌است. بالای سر داریوش در جلو پیشانی به کلمات یونانی داریوش نوشته شده‌است. پشت سر داریوش یک نفر از نگهبانان ویژهٔ شاهنشاه که نیزه‌دار (دریفور) می‌نامیدند، ایستاده‌است. در جلو داریوش یک نفر ایستاده‌است که دو انگشتش را بلند کرده با یک سیمای جدی حرف می‌زند که نمادی از چشم و گوش شاهنشاه است که گویا یک قاصد یا جاسوسی است که از ممالک دیگر خبر آورده و داریوش را از اوضاع آن ممالک آگاه می‌سازد پای این مرد کرسی مانندی از چوب دیده می‌شود که روی آن به یونانی ایران نوشته شده‌است. این واژه مربوط به حال آن مرد نیست بلکه راجع به تمام هیئت این مجلس می‌باشد که ایران را نشان می‌دهد.
در دو طرف داریوش و قاصد سرداران و ارکان کشور هستند که با اطوار و جنات خودشان اهمیت و جدی بودن شورای نظامی داریوش را نشان می‌دهند. در صف پایین خزانه‌دار داریوش در لباس یونانی، روی کرسی نشسته و مالیات جنگ را که از ولایات رسیده‌است، تحویل می‌گیرد. در دست چپ یک دفتر حساب گرفته که در آن ارقام نوشته‌شده‌است. یک نفر کیسهٔ پر از زر به خرانه‌دار تقدیم می‌کند و دیگری هم از پشت سر سه کاسهٔ فلزی در دست گرفته‌است و سه نفر دیگر که در طرف راست دیده می‌شوند، چیزی نیاورده‌اند و برای طلب معذرت و معافی از مالیات استغاثه می‌کنند.
نقاش یونانی با تصویر این نقش خواسته‌است بگوید که شاهنشاه ایران خود را حاضر جنگ با یونان می‌سازد و با ارکان کشور و سران لشکر خود مشورت می‌نماید و از اهالی مملکت خراج جنگ می‌ستاند ولی غافل از گردش روزگاراست. زبان حال نقاش که ترجمان احساسات وطن پرستانهٔ او می‌باشد، می‌گوید، ای مالک رقاب آسیا تو که با تشویق و اغوای خدای آپاتَه می‌خواهی آسیا را مانند سیل دمان به روی یونان برانگیزی باخبر باش که یونان در زیر حمایت خدایان خود و در پناه جوانان آتن می‌باشد.